# Parque Nacional do Limpopo
O Parque Nacional do Limpopo é uma área protegida de Moçambique.
Localizada na província de Gaza, foi estabelecido a 27 de Novembro de 2001, mudando assim o estatuto e dimensões da antiga “Coutada 16”, uma área de caça adjacente ao rio Limpopo. Sua implantação foi realizada em parceria entre o governo moçambicano e a Peace Parks Foundation.
Juntamente com o Parque Nacional Kruger, na África do Sul e o Parque Nacional Gonarezhou, no Zimbabwe, forma o Parque Transfronteiriço do Grande Limpopo. Sozinho, ele ocupa uma área de aproximadamente 10.000 km2.